# Vada pav

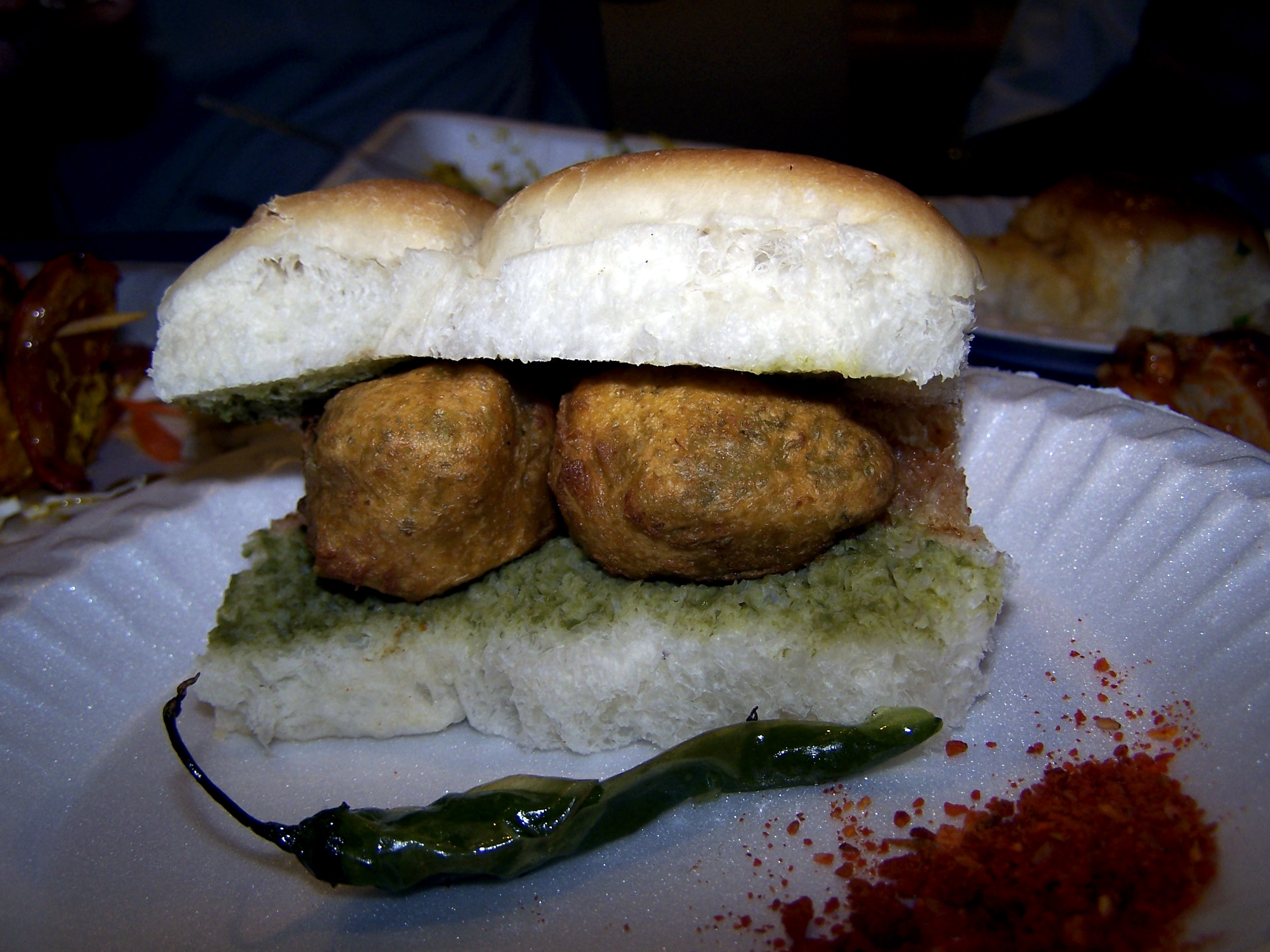
Un Vada Pav.

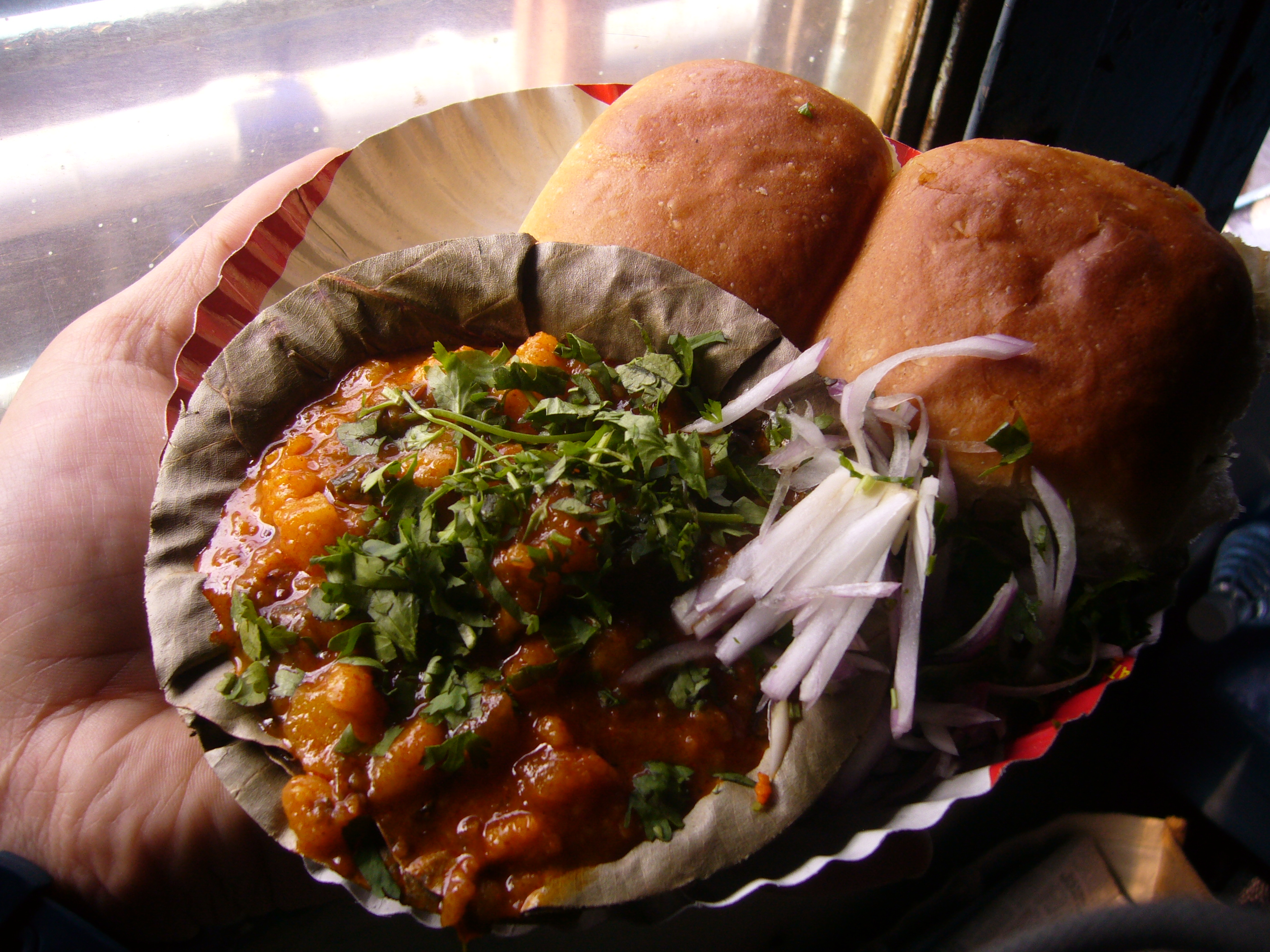
Un vada Pav de pakoras.

El Vada pav (Escrito como: वडा पाव y pronunciado también como wada pav) es un plato vegetariano de comida rápida originario del estado indio de Maharashtra, consideró como uno de los más populares y baratos elementos del «fast food» de Bombay. Consiste en una Batata (Marathi para denominar a la patata) Vada que es puré de patata con forma esférica y fritas servidas en un bollo (pav) aliñado con diversos condimentos.

## Características y Servir
La patata molida se suele aderezar con diversas preparaciones a base de jengibre y chaunk (atemperado de especias en aceite vegetal caliente), se mezcla con harina de garbanzo, y finalmente se fríe hasta lograr una forma similar al vada. Se suele servir acompañada de chutneys de mango, tamarindo o ajo. Se suele considerar un aperitivo que se toma por la tarde (teatime snack), puede encontrarse en las estaciones de tren de largo recorrido. La cadena más popular de venta de los Vada Pav es Joshi Vadewale con sede en la ciudad de Pune. Es tan popular que en algunas ocasiones se dice que es la respuesta india a la hamburguesa.